# École hôtelière de Lausanne
Die École hôtelière de Lausanne (EHL) ist eine Hotelfachschule in der Schweiz. Sie unterrichtet Studenten, deren Ziel es ist, eine Management-Karriere im Hotel- und Gastgewerbesektor einzuschlagen.
Der Campus befindet sich in Le Chalet-à-Gobet, acht Kilometer vom Zentrum von Lausanne entfernt. 2018 wurden an der Schule über 3.300 Studenten aus 121 verschiedenen Ländern unterrichtet.
Die EHL ist Mitglied der EHL-Gruppe, die 2015 gegründet wurde und sich der Managementausbildung im Gastgewerbe widmet.

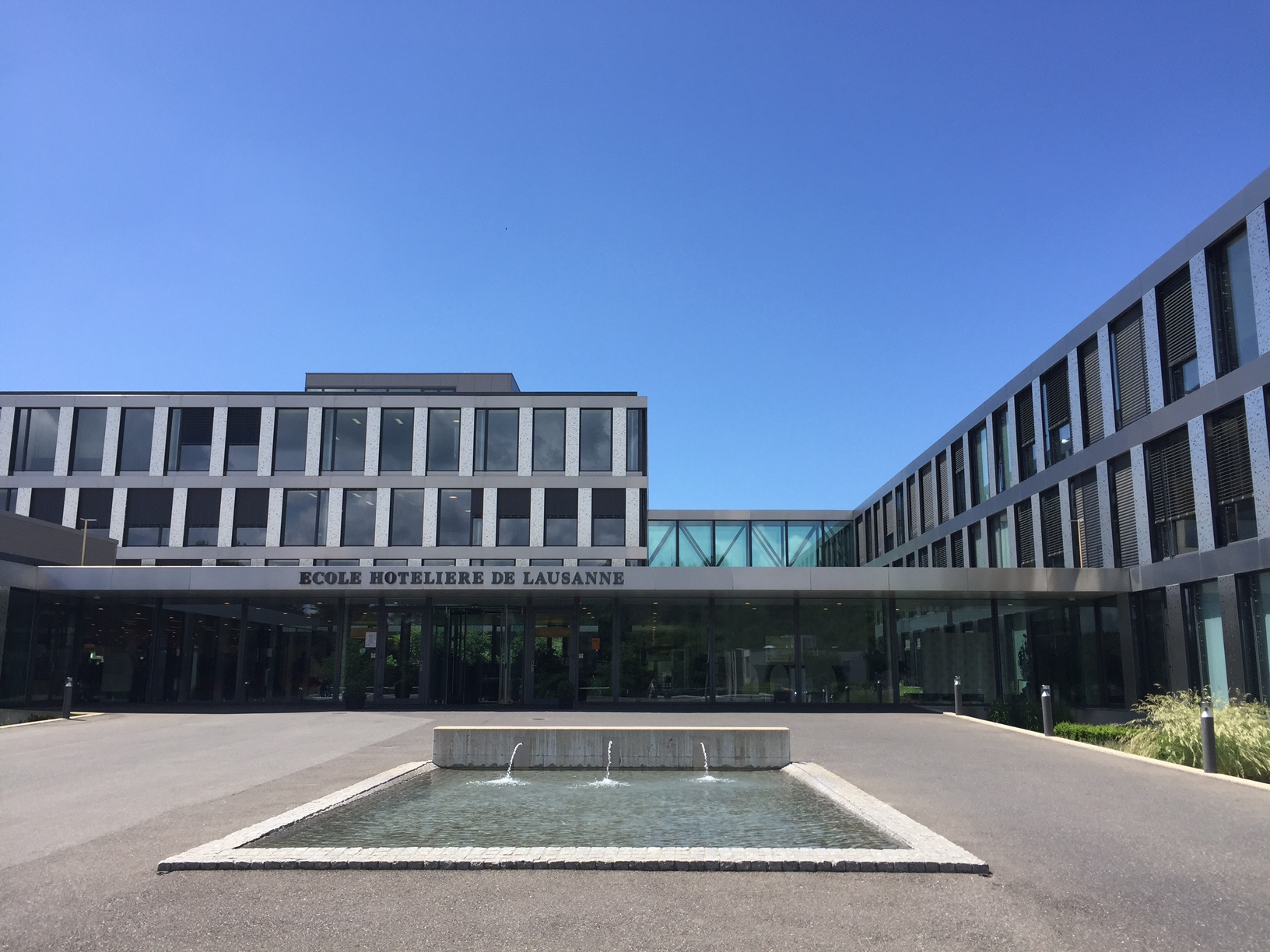
Haupteingang

## Geschichte
Die École hôtelière de Lausanne wurde 1893 von Jacques Tschumi gegründet. Sie wurde Ende des 19. Jahrhunderts während des Tourismus-Booms in der Schweiz als Reaktion auf die hohe Nachfrage nach ausgebildetem und qualifiziertem Personal eröffnet.
Seit 2001 besteht ein EMBA-Programm, ein Studienabschluss im Gastgewerbe-Management der Fachhochschule Westschweiz (HES-SO).

## Ausbildung
Sie bereitet die Studenten in diesem Bereich mit vier Programmen auf leitende internationale Positionen vor:
- Der Bachelor of Science in International Hospitality Management (auf Englisch oder Französisch unterrichtet), der ein Vorbereitungsjahr des Kennenlernens des Gastgewerbes, drei Jahre Lehrveranstaltungen in Business-Management-Fächern, zwei sechsmonatige Praktika (oftmals im Ausland absolviert) und einen 10-wöchigen Beratungsauftrag umfasst[11][12]
- Der Master of Science in Global Hospitality Business, ein drei Semester dauerndes Programm in Zusammenarbeit mit der Hong Kong Polytechnic University und der University of Houston, mit Lehrveranstaltungen in Lausanne (Schweiz), Hongkong (China) und Houston (Vereinigte Staaten)[13]
- Der Executive MBA in Hospitality Administration, ein 12-monatiges Graduiertenkolleg in Hotel- und Gastgewerbe-Management[14][15][16]
- Die Master Class in Culinary Arts, ein sechsmonatiges Zertifikatprogramm, das sich auf die erweiterten Aspekte der kulinarischen Künste konzentriert, wie internationale Küche, Gastronomie und Backen[17][18]
- Der Master of Science in Wine and Hospitality Management, ein zwei Semester dauerndes Programm mit einem 6-monatigen Praktikum, hauptsächlich in Paris aber auch in Bordeaux und Lausanne.[19]

Die EHL bietet begabten Studenten, die aufgrund finanzieller Notlagen die Gebühren nicht tragen können, finanzielle Unterstützung an.

## Campus

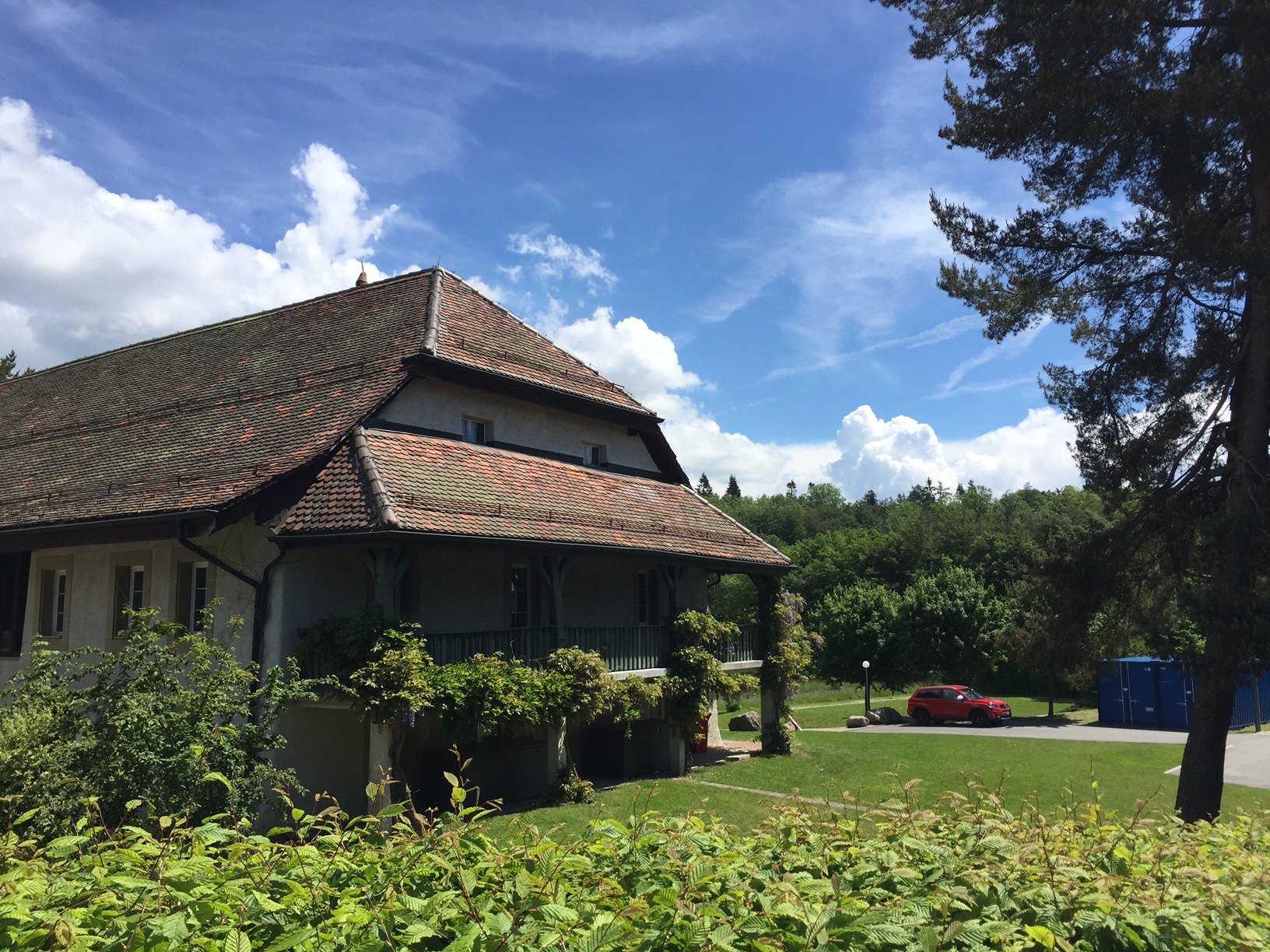
La Ferme-Gebäude

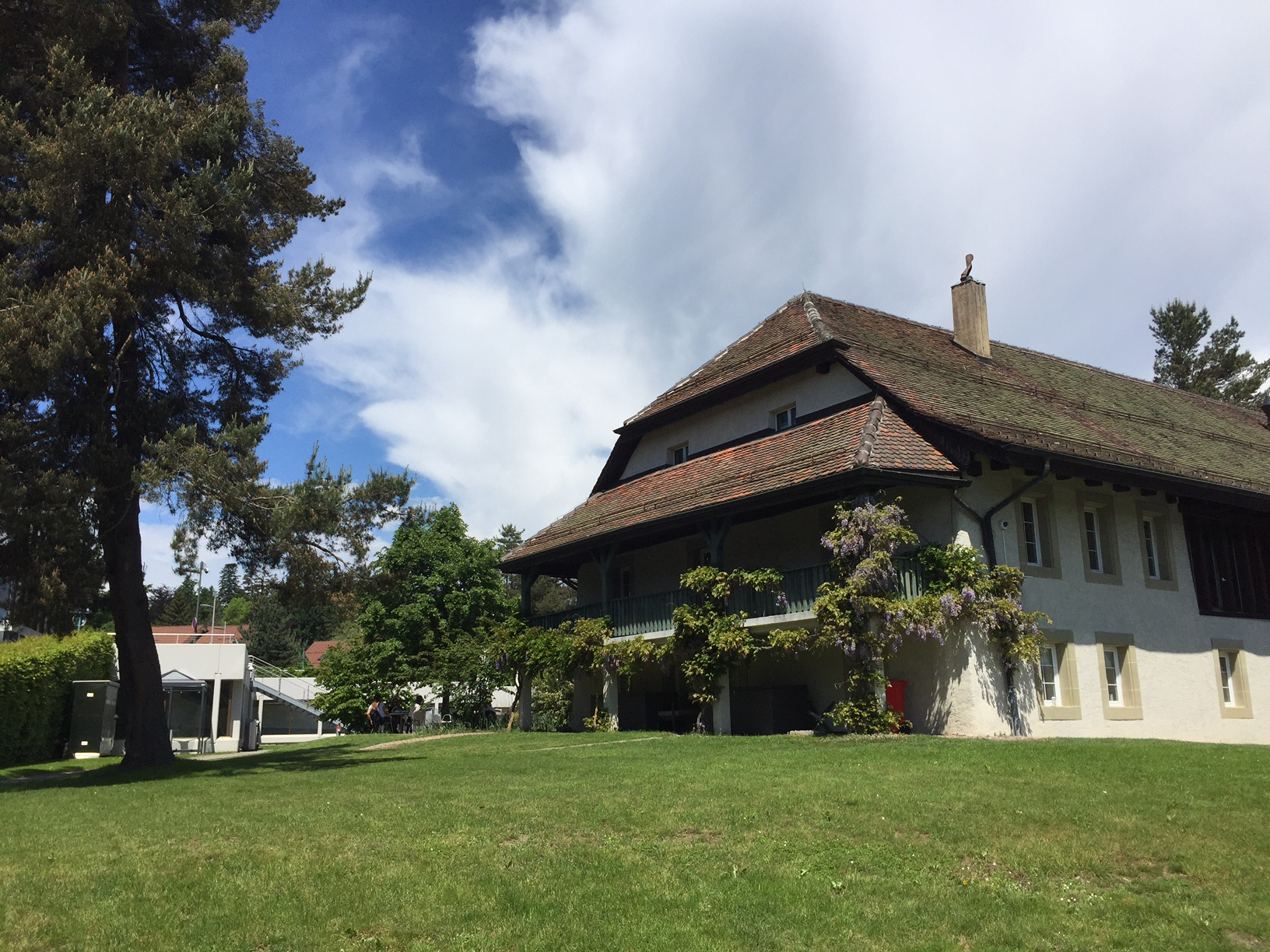
Garten & La Ferme-Gebäude

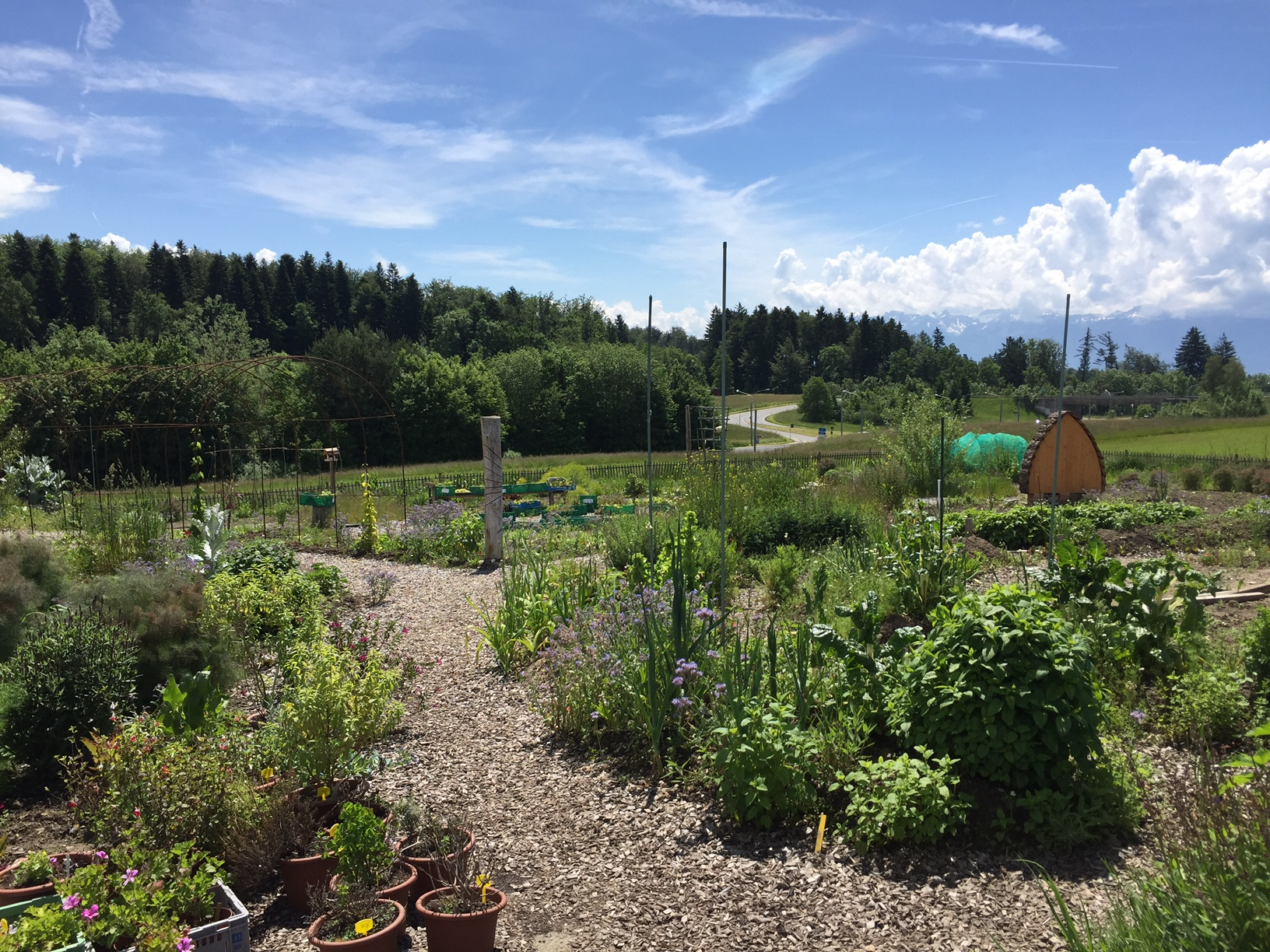
Gemüsegarten

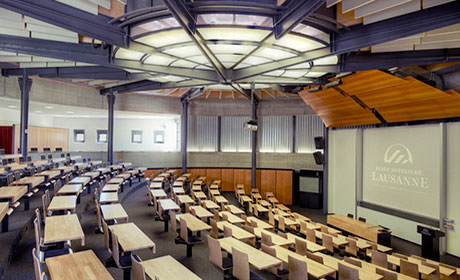
Auditorium Tschumi

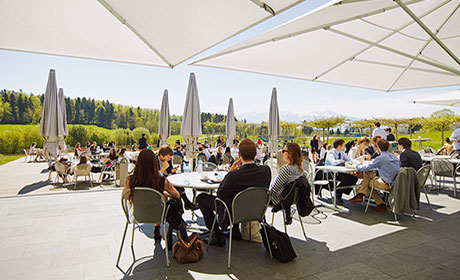
Blick von der Terrasse

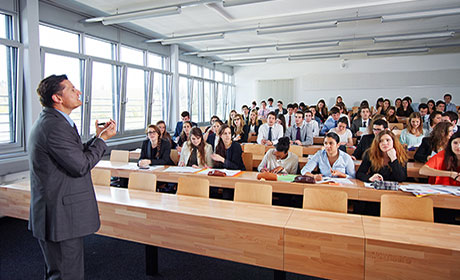
Vorlesungssaal

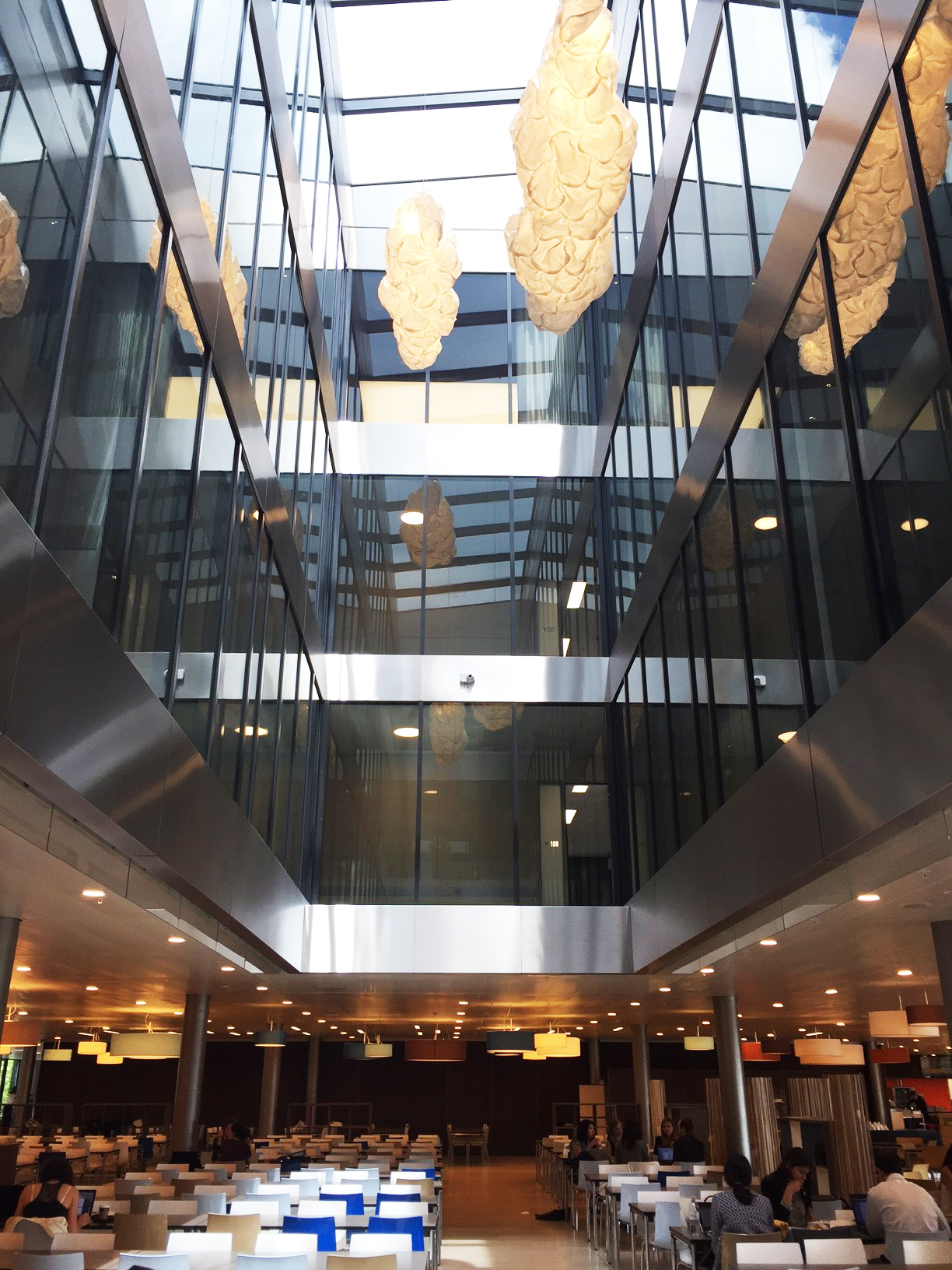
Mensa

Auf dem EHL-Campus befinden sich mehrere Ausbildungsrestaurants für die Studenten im Vorbereitungsjahr. Ausserdem verfügt er über Bars, 48 Klassenzimmer, Auditorien, eine Bibliothek, Studierzimmer, einen Weinverkostungsraum, eine Cafeteria, eine Boutique, ein historisches Gebäude, Sportanlagen und Studentenwohnheime.
Die EHL hat verschiedene Nachhaltigkeits-Initiativen umgesetzt wie ein Abfallentsorgungssystem, einen Gemüsegarten, ein Wärmerückgewinnungssystem für das Kühllager, Solar-Panel sowie zwei Elektroautos auf dem Campus.
2013 startete die EHL ein Projekt, um den Campus durch einen kooperativen Ideenaustausch weiterzuentwickeln, an dem sich 385 Architektur- und Landschaftsarchitektur-Studenten aus aller Welt beteiligten. Die Vorbereitung der Arbeiten begann im Herbst 2016 und sie sollen innerhalb von vier Jahren abgeschlossen sein. Die Kosten des Projekts werden auf 226 Millionen Schweizer Franken geschätzt.

## Zulassungen
Die Kandidaten für das Bachelor-Programm werden nach einer Prüfung ihres Bewerbungsmaterials sowie einer Online-Bewertung mit analytischen und quantitativen Tests, einem Gastgewerbe-Eignungstest und einem Online-Bewerbungsgespräch ausgewählt. Wenn die Bewerbung angenommen wird, werden die Kandidaten zu einem Auswahltag eingeladen.

## Akkreditierungen
Die École hôtelière de Lausanne ist durch die New England Association of Schools and Colleges (NEASC, USA) als Höhere Lehranstalt akkreditiert. Diese Akkreditierung garantiert, dass die Institution die internationalen Standards für Hochschulbildung erfüllt und ermöglicht den Transfer von Geldern und die Anerkennung des Abschlusses durch amerikanische Institutionen.
Innerhalb der Schweiz ist dies die einzige Hotelschule, die eine Ausbildung in Verbindung mit der Fachhochschule Westschweiz (HES-SO) anbietet, die für hohe Lehrqualität steht und deren erteilte Qualifikationen durch schweizerisches Recht geschützt sind.
Das Executive MBA in Hospitality Administration-Programm wurde durch die Schweizerische Agentur für Akkreditierung und Qualitätssicherung der Hochschulbildung (AAQ) anerkannt, da es deren Qualitätsstandards erfüllt.

## Rankings
Laut einer Studie von Taylor Nelson Sofres 2007, 2010 und 2013 mit Managern und Personalverantwortlichen aus dem Gastgewerbe, wird die EHL im Hinblick auf die Vermittlung von Hochschulabsolventen in Berufe im internationalen Gastgewerbe als die beste der Welt angesehen.
2013 und 2014 wurde die EHL in dem internationalen Wettbewerb „Worldwide Hospitality Awards“ als Beste Hospitality-Management-Schule ausgezeichnet.
2019, 2020 und 2021 nimmt die EHL den #1 Platz in Hospitality and Leisure Management ein, gemäss QS World University Rankings.

## Fakultät und Forschung
Seit 2014 strebt das EHL-Forschungszentrum in Zusammenarbeit mit STR danach, auf dem Gebiet des internationalen Gastgewerbes die beste Informationsquelle zu werden. Der Lehrstuhl für Speisen und Getränke untersucht seit 2010 die Veränderungen und Herausforderungen in der Restaurant-Branche.
Zum Hochschulkollegium gehören Gastronomie-Experten, darunter einige Meilleurs Ouvriers de France (MOF).

## Zusammenarbeit mit der Industrie
Durch Kooperationsprojekte mit Unternehmen integriert die EHL Markttrends und neue Technologien in ihre Lehre. Die Student Business Projects erlauben es Unternehmen, ein Studententeam auf Vollzeitbasis zu einem Thema zu engagieren, für das sie eine Lösung brauchen.
Jedes Jahr können Studenten an der Career Fair auf dem Campus teilnehmen und dort potentielle Arbeitgeber für Praktika oder feste Stellen kennenlernen.
2012 wurde ein Gründerzentrum etabliert, um Start-ups zu unterstützen, die ein Unternehmen im Gastgewerbe gründen möchten.
Die EHL hat einen Internationalen Beirat eingesetzt, der aus internationalen Führungskräften des Gastgewerbe- und Ausbildungssektors besteht und der Schule die Möglichkeit verleiht, von direktem Feedback und Erfahrungen aus der Branche zu profitieren.

## Partnerschaften
Über ihre Tochtergesellschaft Lausanne Hospitality Consulting (LHC) bietet die EHL-Gruppe von ihren Niederlassungen in der Schweiz, in China und Indien aus Beratungsdienstleistungen und Manager-Schulungen an. LHC hat ein Netzwerk zertifizierter Schulen entwickelt, um Institutionen zu akkreditieren, wenn diese erstklassig werden. Bis jetzt wurde folgenden Schulen das EHL-Zertifikat verliehen:
- Escola de Hotelaria Universidade Estácio de Sá, Brasilien
- Beijing Hospitality Institute, China
- Hanyang University Hospitality Academy, Südkorea
- Ecole Hoteliere Lavasa, Indien
- Université La Sagesse, Faculty of Hospitality Management, Libanon
- Centro de Estudios Superiores de San Ángel, Mexiko
- Dusit Thani College, Thailand
- Emirates Academy of Hospitality Management, VAE
- King Abdulaziz University Tourism Institute, Saudi-Arabien
- Ecole Superieure d'Hotellerie et de Restauration d'Alger, Algerien

Im November 2013 erwarb die EHL die Swiss School of Tourism and Hospitality (SSTH) in Passugg, Schweiz, die Tourismus, Gastronomie und Gastgewerbe lehrt.

## Absolventen
Die EHL Alumni Association (AEHL) wurde im Jahr 1926 gegründet. In den ersten Jahren ihres Bestehens traten ihr fast 500 frühere Studenten bei. Heute fördert die AEHL ein Netzwerk von 25.000 aktiven Mitgliedern in 120 Ländern.